# 丹麦大区

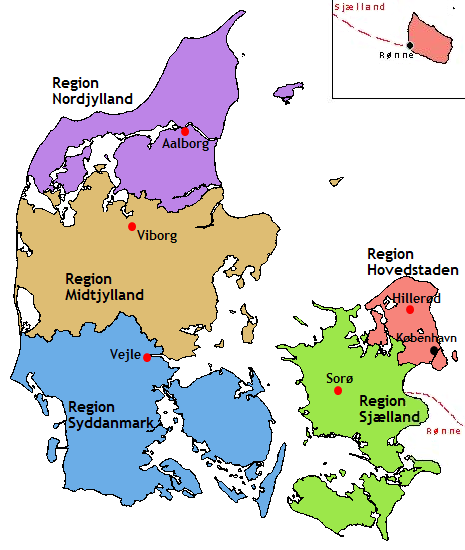
丹麦大区

區域為丹麥本土的一級行政區劃單位。丹麦本土划分为五个大区，其再下分为98个市镇。另外丹麦王国还包括法罗群岛與格陵兰两个自治领。現行的行政區劃制度於2007年1月1日起生效，此前丹麦本土被分為13個郡、2個郡级市镇、1個大区市镇，共277市镇。
另外Ertholmene群岛不属于任何大区或市镇，而是由丹麦国防部来管辖。

## 大区列表
| 大区         | 行政中心 | 最大城市 | 人口      | 面积（km²） |
| ------------ | -------- | -------- | --------- | ----------- |
| 首都大区     | 希勒勒   | 哥本哈根 | 1,636,749 | 2,561       |
| 中日德兰大区 | 维堡     | 奥胡斯   | 1,227,428 | 13,142      |
| 北日德兰大区 | 奥尔堡   | 奥尔堡   | 576,972   | 7,927       |
| 西兰大区     | 索勒     | 羅斯基勒 | 816,118   | 7,273       |
| 南丹麦大区   | 瓦埃勒   | 欧登塞   | 1,189,817 | 12,191      |

## 外部連結
- 世界政區 - 丹麦（簡） （页面存档备份，存于）